# Taubenturm (Trilport)

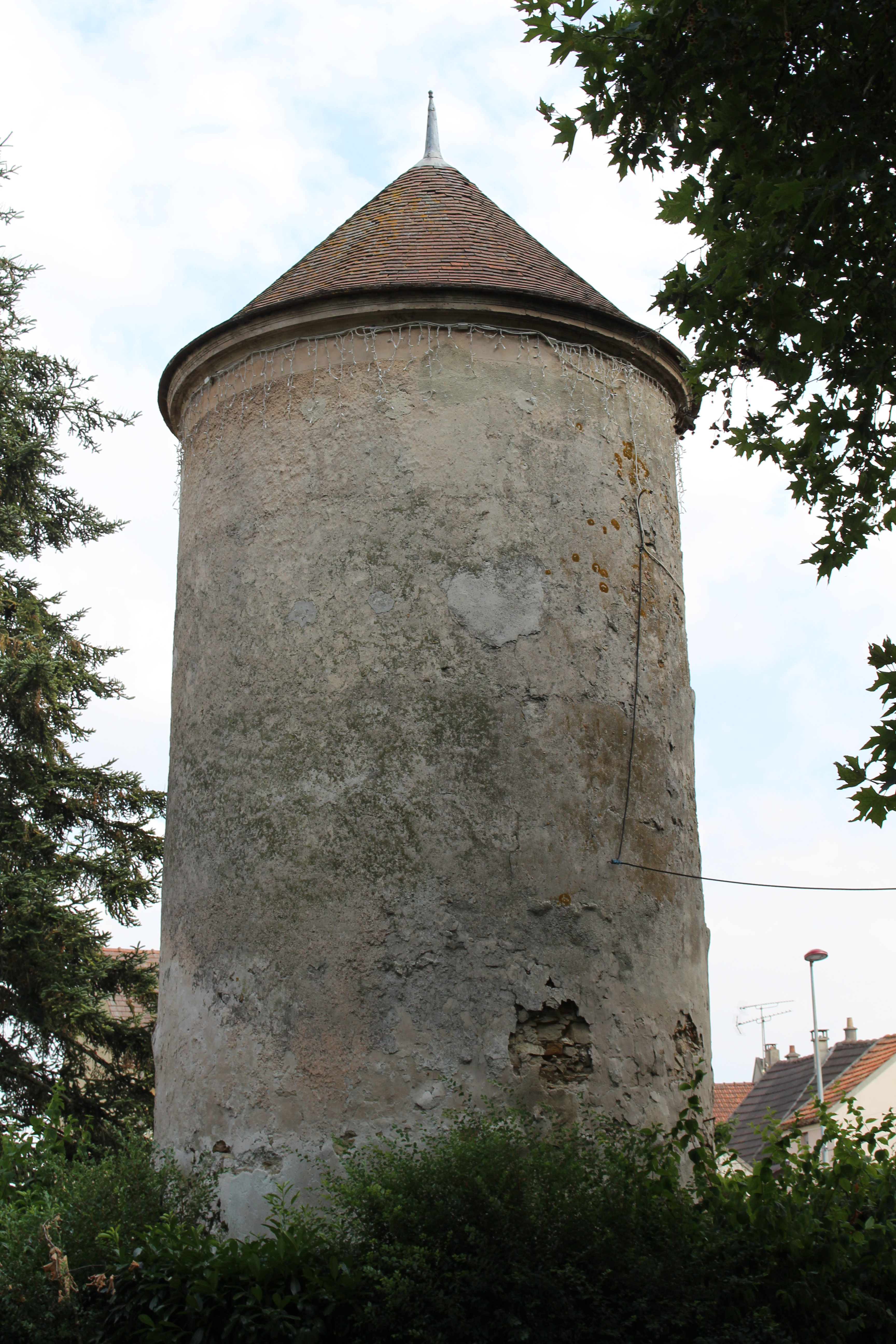
Taubenturm in Trilport

Der Taubenturm (französisch colombier oder pigeonnier) in Boissise-le-Roi, einer französischen Gemeinde im Département Seine-et-Marne in der Region Île-de-France, wurde im 19. Jahrhundert errichtet. Der Taubenturm steht im Park des ehemaligen Schlosses.
Der runde Turm aus verputztem Bruchsteinmauerwerk wurde ursprünglich als Wasserturm gebaut und später umgenutzt.